# Controsolaio
Il controsolaio è un'opera edile composta da un sistema di nervature metalliche e da lastre armate, poste all'intradosso del solaio per migliorarne il comportamento strutturale.
Il controsolaio risponde ad esigenze di rinforzo strutturale: aumenta la rigidezza flessionale, riduce le deformazioni in fase di esercizio e favorisce il miglioramento prestazionale del solaio. 
Ringiovanisce il solaio supportandolo nella funzione portante, e si applica ad ogni tipologia di solaio: laterocemento, legno e acciaio.

## Vantaggi
Il controsolaio permette il rinforzo strutturale dei solai attraverso interventi a secco. Si distingue dai metodi tradizionali di ripristino per la praticità dell'intervento: 
- Non richiede alcuna demolizione, né all'intradosso né all'estradosso dei solai;
- Non appesantisce le strutture portanti verticali;
- Sfrutta gli andamenti di distribuzione dei carichi verticali esistenti;
- Non aggiunge peso al solaio;
- Viene applicato in tempi brevi;
- Migliora anche le caratteristiche non strutturali del solaio;
- Conferisce al solaio la finitura estetica.

## Storia
Il controsolaio nasce per rispondere alle esigenze del mercato del rinforzo solai degradati o che hanno necessità di un irrigidimento. Fino alla diffusione del controsolaio, il mercato e la consuetudine della tecnica manutentiva proponevano soluzioni invasive e impegnative per il ripristino dei solai. 
Le tecniche tradizionali prevedono tempi di preparazione ed installazione piuttosto lunghi, manodopera altamente specializzata e implicano soluzioni distruttive e invasive che riducono la funzionalità degli ambienti in cui sono eseguite. In alcuni casi le tecniche tradizionali per il rinforzo vanno ad agire sugli altri elementi strutturali dell'impalcato e richiedono nuove valutazioni per verificare come le nuove configurazioni influiscono su tutte le componenti dell'edificio.
La diffusione del controsolaio ha comportato maggiore accessibilità al rinforzo solai.